# Emelle
Emelle város az USA Alabama államában, Sumter megyében. Lakosainak száma 32 fő (2020. április 1.).

## Népesség
A település népességének változása:

| 2010 | 53 |
| 2020 | 32 |